# Elatine hexandra
Elatine hexandra — вид квіткових рослин родини руслицевих (Elatinaceae). Ареал: Австрія, Азорські острови, Бельгія, Чехія, Словаччина, Данія, Франція (у т. ч. Корсика), Німеччина, Велика Британія, Ірландія, Італія (у т. ч. Сардинія), Нідерланди, Норвегія, Польща, Португалія, Румунія, Іспанія, Швеція, Швейцарія, Сербія, Словенія, Хорватія.

## Екологія
Росте на вологих або мулистих, глинистих або піщаних, переважно кислих ґрунтах на краях ставків, неглибоких краях ставків або відкритому дні ставків чи ставків.

## Морфологічна характеристика
Однорічна або дворічна трав'яниста рослина з повзучими або плавучими, рясно розгалуженими стеблами (2–20 см), що вкорінюються у вузлах. Листки супротивні, цілокраї, 2–7 мм, еліптичні, тупі, голі, на короткій ніжці, прилистки опадні. Прилистки зазвичай трикутні, прозорі й нерівномірно зубчасті на краю. Квітки поодинокі, тричленні, ростуть у пазухах листків; квітконіжка 0.5–5(9) мм. Чашолистки широкояйцеподібні, світло-зелені, 0.6–1.5 мм. Пелюстки такі ж або трохи довші за чашолистки, 1–1.5 мм, оберненояйцеподібні, світло-рожеві; віночок має діаметр 2–3 мм. Тичинок шість. Зав'язь трилопатева. Плід — субкуляста трійчаста коробочка, що містить прямі або злегка зігнуті насінини 0.5–0.7 мм. Цвіте з червня по вересень. 2n = 72.

## Використання
Це зручна рослина для утримання в акваріумах, оскільки вона швидко зростає, але маленька.

## Галерея

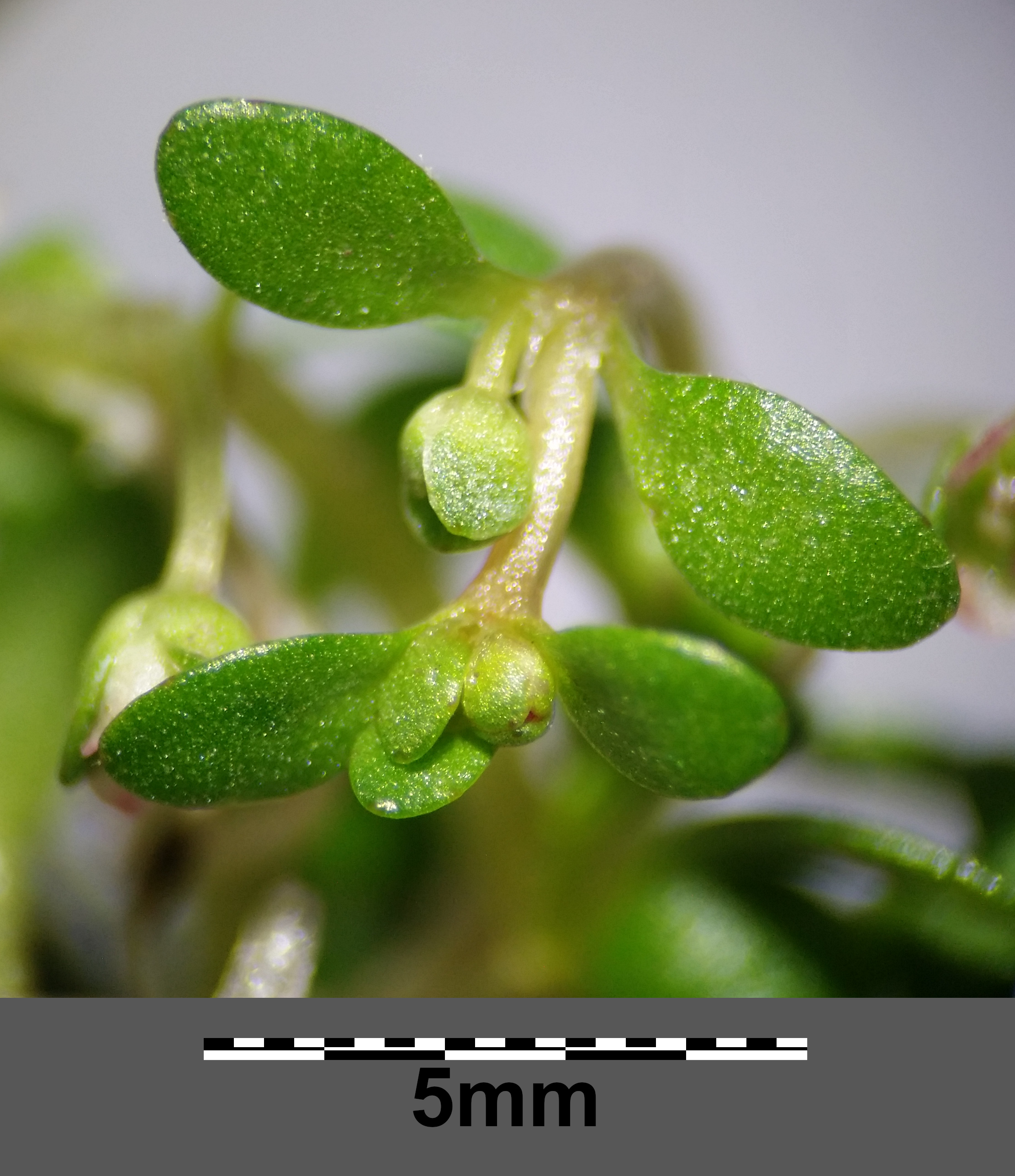
Листки
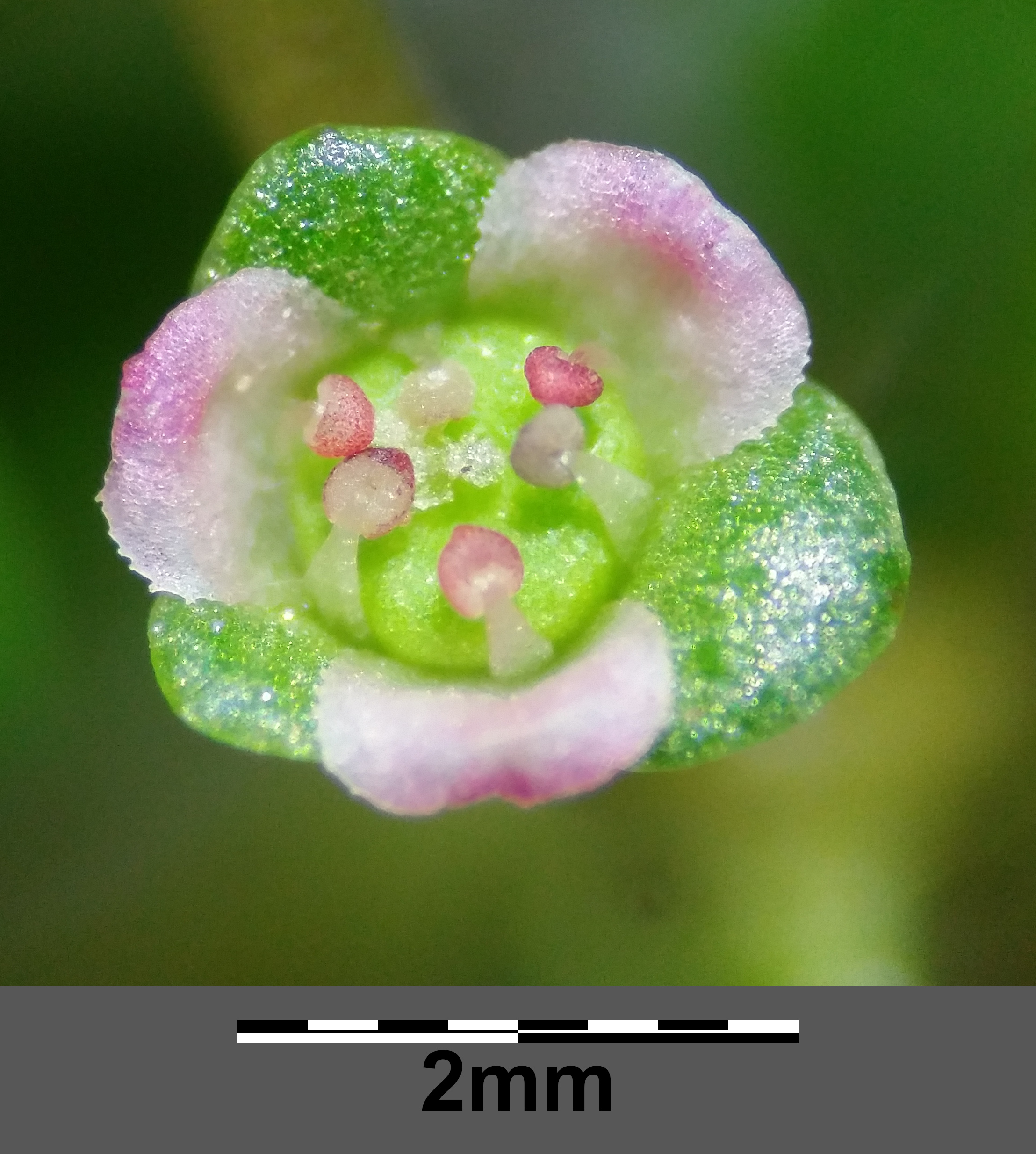
Квітка
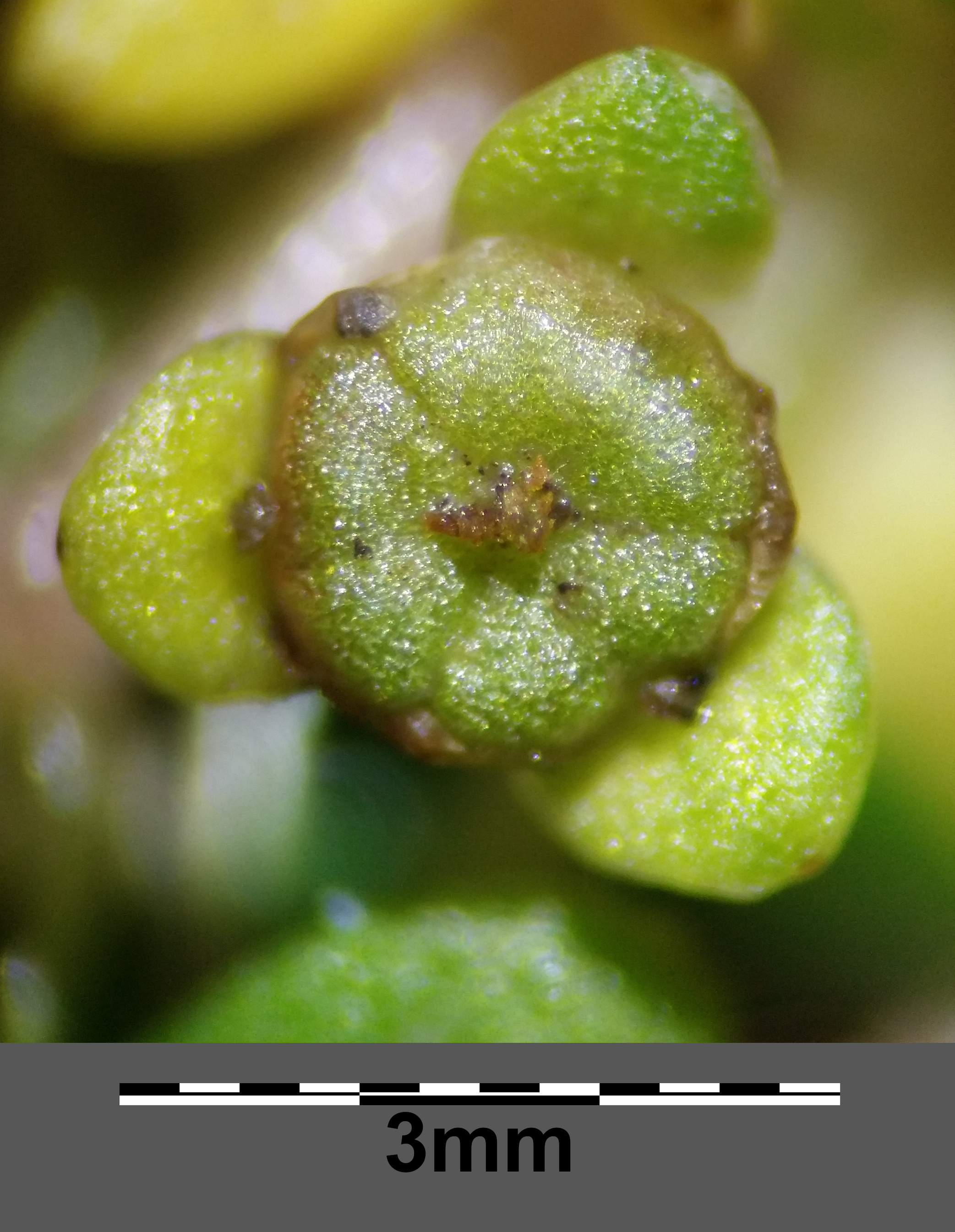
Плід